# Раппапорт, Эмиль Станислав
Эмиль Станислав Раппапорт (пол. Emil Stanisław Rappaport); (8 июля 1877 ― 10 августа 1965 года) ― польский и еврейский юрист, специалист в области уголовного права. Внёс весомый вклад в создание доктрины международного уголовного права. В 1930 году был награждён командорским крестом со звездой Ордена Возрождения Польши.

## Образование
В 1897―1901 гг. учился на юридическом факультете Императорского Варшавского университета. В 1910 году получил учёную степень доктора юридических наук в университете Невшателя в Швейцарии.

## Академическая карьера
С 1919 года Эмиль Раппапорт был членом Комитета по кодификации законодательства в Польше (пол. Komisja Kodyfikacyjna). Также он являлся одним из основателей Международной ассоциации уголовного права (фр. L'Association Internationale de Droit Penal), где занимал пост вице-председателя в период между 1924 и 1939 годами. Раппапорт предлагал признать в качестве международного преступления не только агрессивную войну, но и пропаганду агрессивной войны.
Он также был соучредителем и членом Сената Свободного польского университета и профессором кафедры уголовной политики в этом же университете. В 1920-1932 гг., будучи доцентом, Раппапорт преподаёт уголовное право в Львовском университете. В 1948 году он получил звание ординарного профессора в Лодзинском университете.

## Судейская карьера
С 1917 по 1919 год Раппапорт был судьёй в суде апелляционной инстанции в Варшаве, а с 1919 по 1951 год он был одним из судей в Верховном суде Польши.

## В годы войны
В период немецкой оккупации он был арестован гестапо и почти целый год провёл в заключении в тюрьме Павяк, откуда затем был переведён в тюрьму Мокотув. Ему предъявлялись обвинения в неправосудных вердиктах в делах с участием граждан немецкой национальности.

## После 1945 года
Эмиль Раппапорт писал статьи в различных журналах, публикуясь под псевдонимом «Станислав Барыч» (Stanisław Barycz). Его книга под названием «Нация-преступник. Преступления нацизма и германской нации» содержит подробную характеристику идеологии и социальной политики нацизма. В книге также излагаются предложения о наказании, которое немецкая нация должна понести за свои преступления. Раппапорт осознавал, что его идеи являются весьма радикальными и могут вызвать споры, но, согласно его мнению, предложенные им наказания соответствовали вине обвиняемого. Он указывал на порочную, преступную сущность немецкой нации. Он также отмечал, что все члены преступной организации, независимо от их личной деятельности, подлежат наказанию даже в демократических обществах, в том числе те, кто совершал преступления неумышленно и не выступал против последствий этих преступлений; соучастниками преступления являются те, кто молча принимают их. Он выражал полное согласие с депортацией немцев из земель, аннексированных Польшей, но также предлагал меры по уничтожению немецкой промышленности, чтобы превратить Германию в мирную аграрную страну. Чтобы достичь этой цели, Раппапорт предлагал уменьшить количество немецкого населения путём его частичной высылки, к примеру, в Африку. Примечательно, что он признал австрийцев невиновными и даже верил, что будущее мирное возрождение немецкой культуры придёт из их страны. Мнение, высказанное Раппапортом, тогда не было единичным, оно отражало мышление того времени, притом как среди простых людей, так и среди некоторых интеллектуалов, все из которых находились под впечатлением недавно окончившейся войны.
Эмиль Раппапорт был противником смертной казни и однажды по этому поводу сказал следующее: «только те судьи, которые лично осуществляют казнь, должны иметь право приговаривать к смерти».
В июне 1946 года Раппапорт был назначен судьёй Верховного национального трибунала. Ушёл в отставку в 1960 году.

## Публикации
- Rappaport, E. S. Recueil Sirey (неопр.). — Neuchâtel: Attinger Frères, 1911.
- Rappaport, E. S. Theory of the international criminal law (неопр.). — Warszawa, 1918.
- Rappaport, Emil. Expose sommaire des travaux legislatifs de la Diete et du Senat Polonais (фр.). — Warsaw, 1925–1939.
- Rappaport, Emil; Pella, Vespasien; Potulicki, Michał. I. Conférence internationale d'unification du droit pénal (Varsovie, 1er-5 novembre 1927) (фр.). — Paris: Recueil Sirey, 1929.
- Rappaport, E. S. Unification of international criminal law (англ.). — Warszawa, 1929.
- Rappaport, E. S. Inter-state international criminal law (неопр.). — Warszawa, 1930.
- Jamontt, Janusz; Lemkin, Raphael; Rappaport, Stanisław Emil. Penal Code 1932 (неопр.). — Warsaw: Bibljoteka Prawnicza, 1932.
- Rappaport, E. S. Nation - Criminal. Offences of the Nazism and the German nation. Analytical sketch of crime and the personal-collective responsibility (англ.). — Łódź: Spółdzielnia Dziennikarska "Prasa", 1945.

## Внешние ссылки
- Биография (польск.)
- Статья на www.encyklopedia.pwn.pl (польск.)